# Popcornbui
Een popcornbui, ook wel aangeduid volgens de officiële meteorologische naam pulse storms is een zeer lokale, snel vormende bui in de zomer waarbij er zeer plotseling erg veel energie vrijkomt en er zeer lokaal noodweer kan ontstaan. Zo'n bui is doorgaans maar een kort leven beschoren en daarna lost hij snel weer op. Ondertussen kan hij lokaal erg fel zijn, voor wateroverlast zorgen en korte tijd gepaard gaan met windstoten.

## Ontstaan
Een popcornbui ontstaat als gevolg van sterk opstijgende warme lucht waardoor zich stapelwolken vormen. Deze stapelwolken groeien uit tot regenwolken en onweerswolken, een cumulonimbus. Deze wolken ontstaan dan erg snel en het is moeilijk te voorspellen waar de neerslag en windstoten gaan ontstaan.
De CAPE waardes zijn vaak (zeer) hoog terwijl de shear laag is.
Popcornbuien ontstaan op een plek waar de temperatuur net wat hoger ligt dan de omliggende omgeving, waarbij de warme lucht klem zit tussen de omliggende lucht en alleen nog maar omhoog kan. Doordat zand sneller opwarmt en deze warmte ook weer afgeeft, kunnen popcornbuien ontstaan op de zandgronden, zoals in Nederland in Noord-Brabant, de Achterhoek of de Veluwe.